# Sender Hetjershausen
Der Sender Hetjershausen ist eine Sendeanlage des Norddeutschen Rundfunks in Hetjershausen, einem Vorort von Göttingen. Er dient zur Abstrahlung von Fernsehprogrammen im DVB-T-Standard.

## Digitales Fernsehen (DVB-T / DVB-T2)
Am 27. September 2010 wurde die Sendeanlage zur Verbesserung des DVB-T-Empfangs, insbesondere im Stadtgebiet von Göttingen, in Betrieb genommen. Die Umstellung auf den DVB-T2-Standard mit HEVC Bildcodierung erfolgte am 8. November 2017. Optional lassen sich zusätzliche als Verknüpfung enthaltene Programme über eine Internetverbindung wiedergeben, falls das Empfangsgerät HbbTV (ab Version 1.5) unterstützt (NDR via IP: ARD-alpha HD, rbb Brandenburg HD, SR Fernsehen HD, SWR BW HD, …).
Folgende DVB-T2-Bouquets werden übertragen:
| Kanal | Frequenz (MHz) | Multiplex                        | Programme im Multiplex | ERP (kW) | Antennen- diagramm rund (ND)/ gerichtet (D) | Polarisation horizontal (H)/ vertikal (V) | SFN mit |
| ----- | -------------- | -------------------------------- | --- | -------- | ------------------------------------------- | ----------------------------------------- | --- |
| 23    | 490            | ARD Digital (NDR)                | - Das Erste HD - phoenix HD - arte HD - tagesschau24 HD - one HD Radio: - NDR Blue - NDR Info Spezial - NDR Kultur - NDR Schlager | 25       | D (80–100°)                                 | V                                         | Alfeld (Reuberg), Braunlage (Hütteberg), Braunschweig-Broitzem, Braunschweig-Innenstadt, Göttingen (Espol-Solling), Göttingen-Hetjershausen, Hannover (Telemax), Hannover-Hemmingen, Hildesheim (Sibbesse), Torfhaus (Harz-West) |
| 40    | 626            | ARD regional (NDR) Niedersachsen | - NDR Fernsehen HD (Niedersachsen) - WDR Fernsehen (Köln) HD - hr-Fernsehen HD / NDR FS HD (HH)(zeitw.) - mdr Fernsehen (Sachsen-Anhalt) HD / NDR FS HD (MV)(zeitw.) - BR Fernsehen Süd HD / NDR FS HD (SH)(zeitw.) Radio: - N-Joy - NDR 1 NDS HAN - NDR 2 - NDR Info | 32       | D (80–100°)                                 | V                                         | Alfeld (Reuberg), Braunlage (Hütteberg), Braunschweig-Broitzem, Braunschweig-Innenstadt, Göttingen (Espol-Solling), Göttingen-Hetjershausen, Hannover (Telemax), Hannover-Hemmingen, Hildesheim (Sibbesse), Torfhaus (Harz-West) |

 Empfangsparameter 
| Verwendet von (HD-Programme pro Mux)   | Modulations- verfahren | Coderate | FFT-Modus    | Guard- intervall | Pilottöne       | Datenrate [Mbit/s] |
| -------------------------------------- | ---------------------- | -------- | ------------ | ---------------- | --------------- | ------------------ |
| ARD Digital (NDR) (5) NDR regional (5) | 64-QAM                 | 1/2      | 16k extended | 19/128           | Pilot Pattern 2 | 18,2               |

## Analoges Fernsehen
Bis zur Umstellung auf DVB-T am 29. Mai 2006 wurde folgendes Programm in analogem PAL gesendet:
| Kanal | Frequenz (MHz) | Programm        | ERP (kW) | Sendediagramm rund (ND)/ gerichtet (D) | Polarisation horizontal (H)/ vertikal (V) |
| ----- | -------------- | --------------- | -------- | -------------------------------------- | ----------------------------------------- |
| 9     | 203,25         | Das Erste (NDR) | 0,06     | D                                      | V                                         |